# MUSIC KINGDOM
『MUSIC KINGDOM』（ミュージックキングダム）は、2003年4月1日から2005年3月31日まで放送された、FMヨコハマのチャート番組。毎週月 - 木曜日の19:30 - 23:00に放送していた。
毎日移り変わるデイリーミュージックチャートを発表しながら、音楽・スポーツなどのエンターテイメント情報を放送する。

## パーソナリティ

### 月曜日
藤田琢己・水野裕子

### 火曜日
藤田琢己・山口五和

### 水曜日
藤田琢己・植松真美

### 木曜日
藤田琢己・小川奈那（2004年3月25日までは柿本陽子が担当）

## コーナー
- デイリーミュージックチャートカウントダウン　（20:00～）
  - 色々なコーナーを挟みながら随時。
- テーマキングダム　（随時）
  - リスナーからのテーマに沿ったメッセージを紹介。
- ゲストコーナー（20:20～）
- DAILY ENTERTAINMENT NEWS（各時20または50分～）
  - FIGHTING MONDAY　（月、20:50～）
    - 格闘技情報。

  - RESERVE CHART　（火、19:50～）
    - 新星堂の予約チャートを発表。
- AIR-PLAY CHART　（水、21:15～）
  - プランテック調べの全国エアープレイチャートを発表。
- ARTIST KINGDOM　（21:40～）
  - さまざまなアーティストが日替わりで10分間の番組を担当する。
    - 月曜日…木村カエラ「もくそん」
    - 火曜日…ザ・マスミサイル「人間でよかった」
    - 水曜日…nobodyknows+「さしみ」
    - 木曜日…オオゼキタク「WILLY MONKEY」
- CAMPUS INFORMATION　（21:55～）
  - 日替わりで大学情報をお知らせ。
    - 月曜日…東海大学
    - 第1・第3火曜日…横浜商科大学
    - 第2・第4火曜日…東京工芸大学
    - 水曜日…神奈川大学
    - 第1・第3木曜日…鎌倉女子大学
    - 第2・第4木曜日…相模女子大学

## 記録集

### 最多1位獲得記録
1. Mr.Children「掌」（19回）
2. 福山雅治「虹」（12回）
3. SMAP「世界に一つだけの花」・中島美嘉「雪の華」・ORANGE RANGE「ロコローション」（11回）

### 最長連覇記録
1. ケツメイシ「さくら」（11連覇）
2. Mr.Children「掌」（10連覇）
3. 中島美嘉「雪の華」・Mr.Children「掌」（9連覇）

注：SMAPの「世界に一つだけの花」が振るわないのは、この番組が2004年4月から放送開始された番組だからである。3月まで同時刻に放送された番組「THE RANKING」では、2003年3月10日から番組終了の3月31日まで13連覇を記録したため、合計で考えると24回1位になったことになる。

## 姉妹番組
MUSIC KINGDOM FRIDAY - 本番組の金曜日版。